# آخر خط (فیلم ۱۹۸۷)
آخر خط (به انگلیسی: End of the Line) فیلمی محصول سال ۱۹۸۷ و به کارگردانی جی راسل است. در این فیلم بازیگرانی همچون ویلفورد بریملی، لیون هلم، کوین بیکن، هالی هانتر، مری استینبرجن، مایکل بیچ، باب بالابان، باربارا باری، کلینت هاوارد، بروس مک‌گیل، هاوارد موریس، تری ویلسون و سارا واول ایفای نقش کرده‌اند.